# Maine de Labadie
Le Maine de Labadie est une propriété foncière située sur la commune de Sadirac, dans le département français de la Gironde. Elle est remarquable pour avoir reçu a visite du roi Louis XIII le 17 décembre 1615 et constitue un des foyers de l'industrie potière de Sadirac.

## Présentation
Le Maine de Labadie doit son nom à « Maine », diminutif de domaine, et à « Labadie », patronyme gascon signifiant abbaye.

### Historique
À l'origine, le domaine est une modeste métairie du XVe siècle de l'Entre-deux-Mers, située entre Garonne et Dordogne à une vingtaine de kilomètres au sud-est de Bordeaux. Au début du XVIIe siècle, son propriétaire, Jacques Sarrasin, l'exploite en tant que domaine agricole et comme site de production d'ustensiles en terre cuite. Il partage son expertise avec les producteurs des alentours, sur le choix des argiles et les temps de cuisson, favorisant ainsi le développement local de la poterie. En dépit des efforts déployés, la situation économique du domaine et de Sadirac reste précaire. Un événement va faire prendre un tournant décisif.
Le 17 décembre 1615, le jeune roi de France Louis XIII stoppe son convoi à Sadirac, sur la route qui le ramène à Paris après son mariage à le 21 novembre 1615 à Bordeaux avec l'infante d'Espagne, Anne d'Autriche. Les deux jeunes mariés ont à peine 14 ans. Jacques Sarrasin déploie tout le faste dont il est capable pour recevoir le Roi, qui passera la nuit dans le domaine. Sarrasin saisit l'occasion pour sensibiliser le Roi sur les dégâts causés quelques années auparavant par les guerres de Religion menées en grande partie par les hommes du duc d'Epernon. En remerciement des services rendus à la couronne, Louis XIII affranchit le domaine de toute redevance et lui permet de mettre une fleur de lys sur la porte. Le Maine de Labadie porte dès lors le titre « de franc alleu roturier », privilège qui profitera à Sarrasin et à ses successeurs. 
Cette exemption fiscale favorise l'essor industriel du domaine puis de la commune dans le secteur de la poterie et la céramique. Son apogée sera atteint sous la direction de Pierre Fouragnan. En 1869, 80% des habitants, hommes, femmes et enfants confondus, travaillent pour les quinze fabricants installés à Sadirac.

### Poterie
Jacques Sarrasin est le premier potier de l'histoire de Sadirac dont le nom soit parvenu jusqu'à nous. Lui est ses descendants fabriquent essentiellement des moules jusqu'au XVIIIe siècle fournissant l'industrie sucrière alors en plein essor sous l'effet de la traite négrière à Bordeaux et du commerce triangulaire. Jacques Sarrazin décède nonagénaire le 15 mai 1622. Sa pierre tombale, qu'il avait lui-même travaillée, reste visible jusqu'en 1789 dans le cimetière de Sadirac. C'était une pierre plate de 2 mètres de large portant la gravure d'une croix, un coutre (outil tranchant) et un soc de charrue. Une messe fut longtemps dite en son souvenir et en l'honneur de la monarchie tous les 17 décembre en l'église Saint-Martin de Sadirac.
Pierre Fouragnan, un des successeurs de Sarrazin, améliore la production et ses débouchés commerciaux en mettant en place des filières d'exportation à partir du port de Bordeaux vers les colonies françaises, Saint-Domingue, le Canada, etc. Sadirac se hisse ainsi au XIXe siècle au rang de premier fournisseur des raffineries de canne à sucre de Bordeaux en cruches, pots à mélasse et moules à pain de sucre.

## Galerie

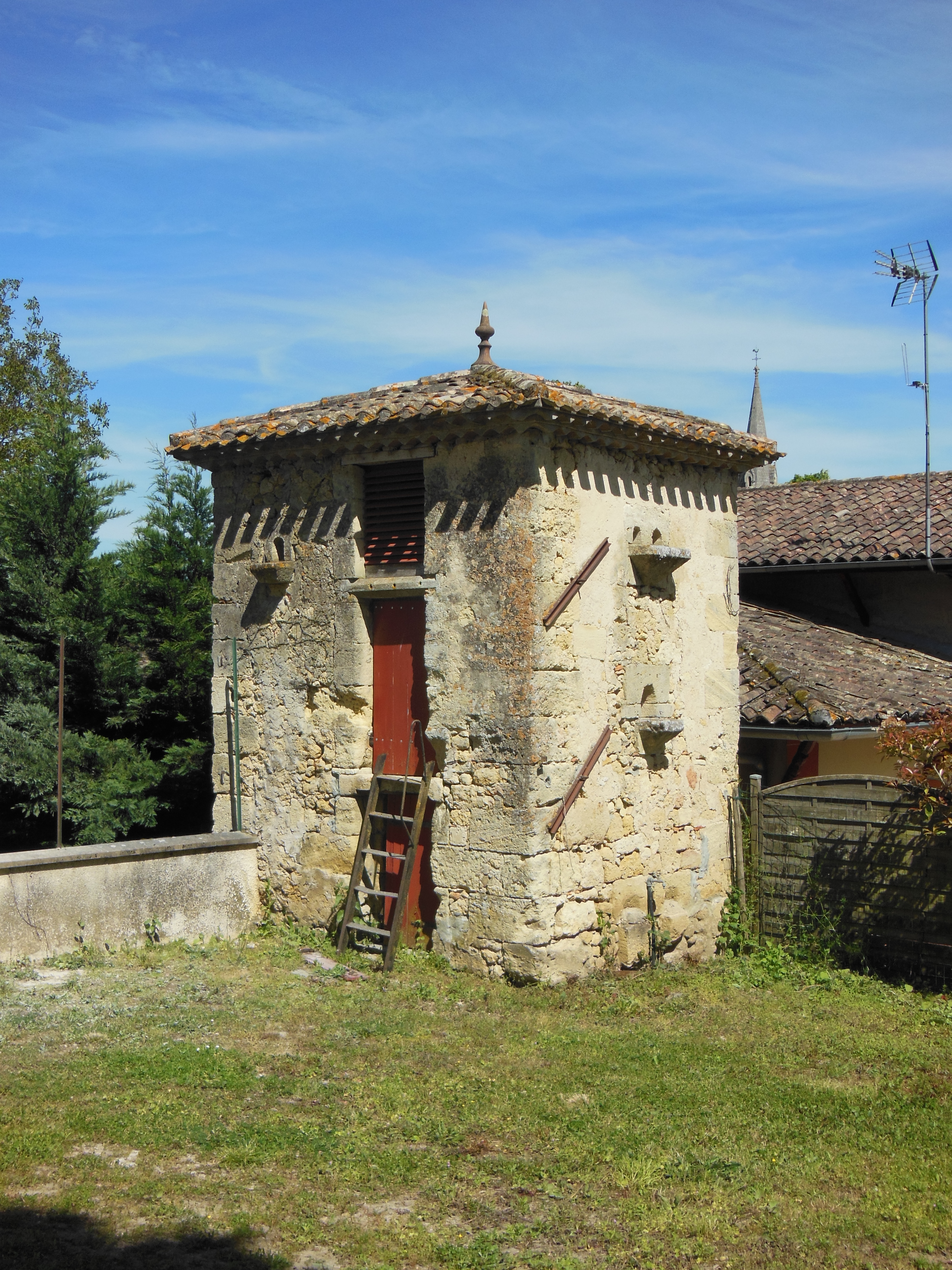
Pigeonnier du domaine
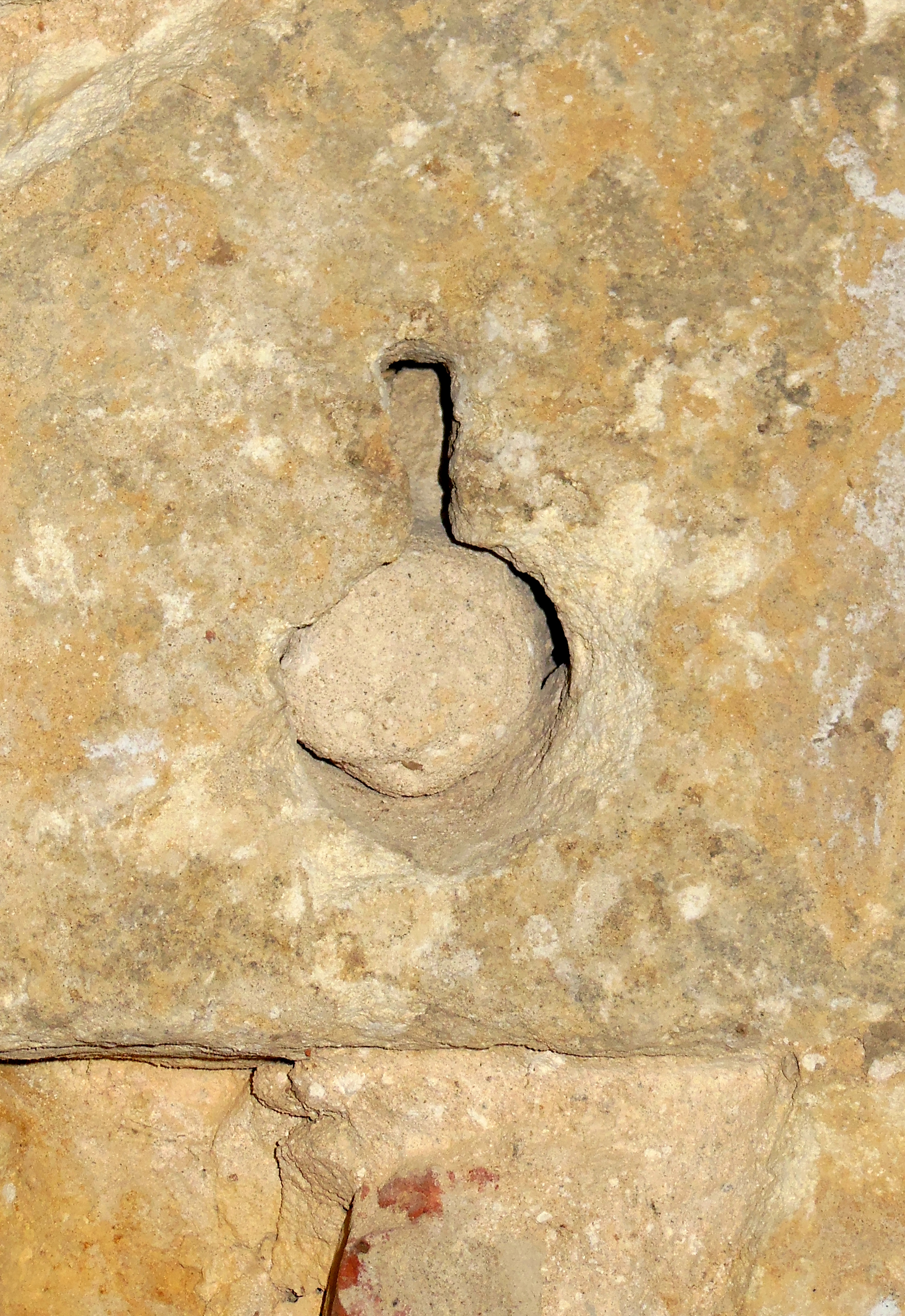
Œilleton de surveillance permettant de glisser le canon d'un fusil
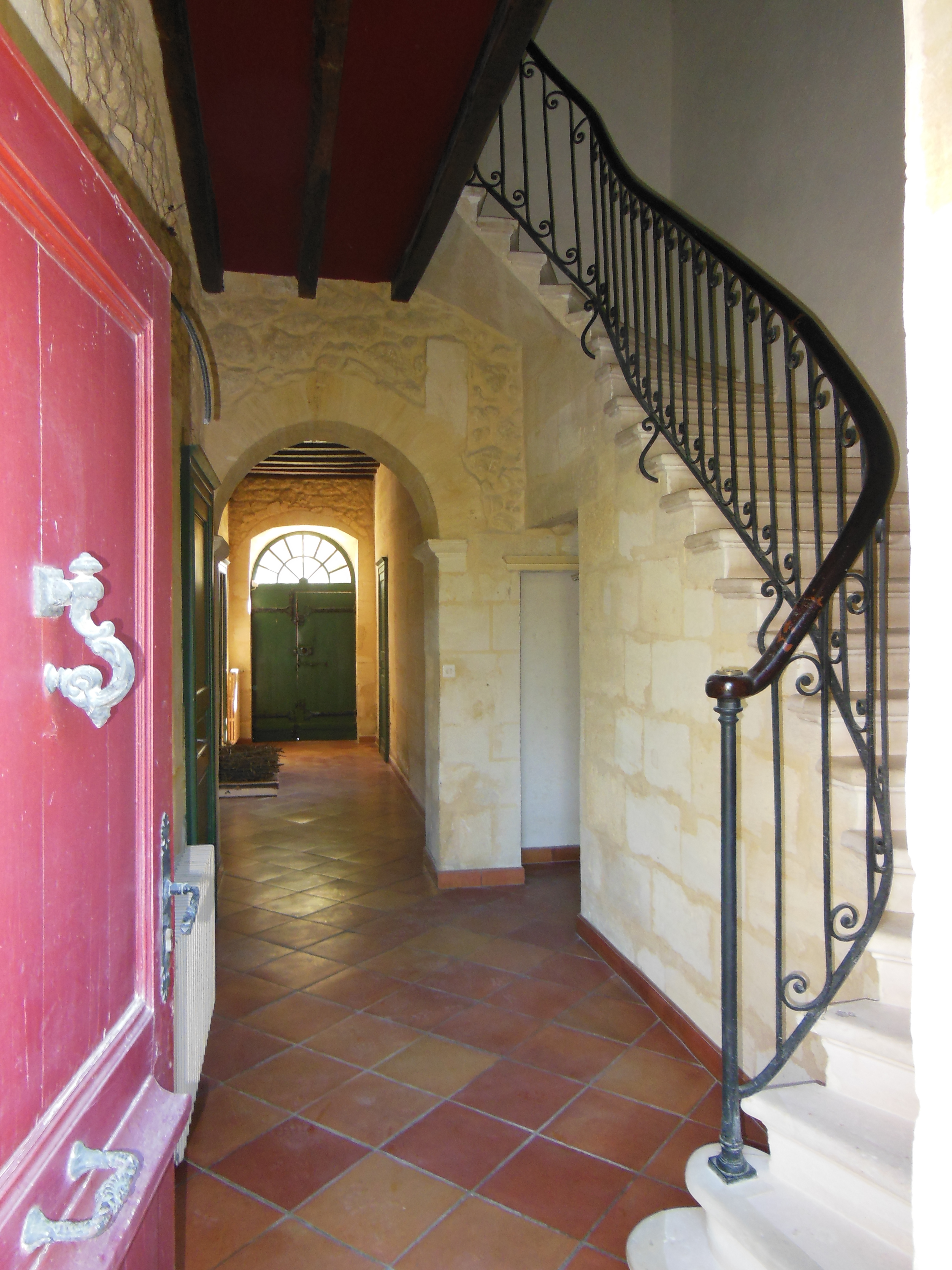
Le vestibule
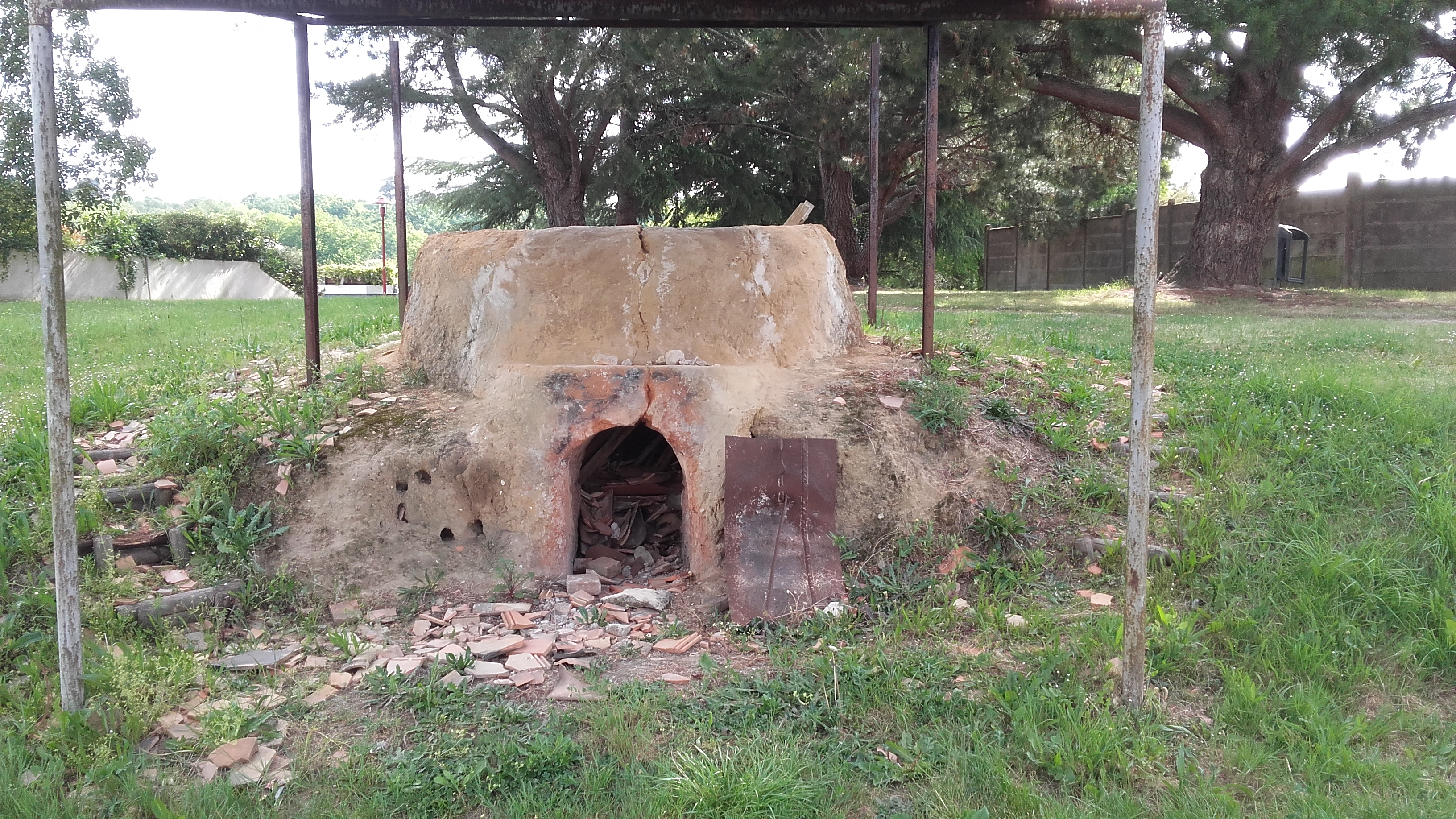
Four de potier à Sadirac, extérieur au Maine de Labadie